# ポール・フォーシェ
ポール・ロベール・マルセル・フォーシェ（Paul Robert Marcel Fauchet、1881年6月27日 - 1937年11月12日）は、フランスの作曲家、オルガニスト。

## 来歴
パリで生まれ、パリ音楽院でアレクサンドル・ギルマンとポール・ヴィダルに学んだ。1904年に対位法とフーガでプルミエ・プリを得て卒業した後、ヴィダルの助手を務め、やがて和声科クラスを受け持った。生徒には池内友次郎やジャック・ド・ラ・プレル、マルセル・ランドスキ、レイモン・ルシュール、ピエール・デュポン、ルシアン・カイリエらがいる。
1910年にパリのサン・ピエール・ド・シャイヨ大聖堂(Église Saint-Pierre-de-Chaillot)の楽長になり、またヴェルサイユのノートルダム教会や第一次大戦中はオーブ県バール＝シュル＝オーブでオルガン奏者を務めた。
ノエルやモテット、ミサ曲など宗教曲を作曲したが、現在ではほとんど知られていない。1926年に発表され、ギャルド・レピュブリケーヌ吹奏楽団が初演したと推定される『吹奏楽のための交響曲』（Symphonie pour Musique d'Harmonie）は現在でも演奏される。
フォーシェが著した和声法の課題集『Cinquante Leçons d'Harmonie』『Quarente Leçons d'Harmonie』は日本でもよく使われた。

## 主要作品

### 吹奏楽作品
- 吹奏楽のための交響曲（Symphonie pour Musique d'Harmonie）
ジェイムズ・ロバート・ジレットとフランク・キャンベル＝ワトソンがアメリカ式編成用に編曲して出版した際の『交響曲 変ロ長調』（Symphony in B Flat）のタイトルで知られている。